# حنش أبقع البطن
حنش أبقع البطن (الاسم العلمي: Coluber ventromaculatus) هو نوع من الزواحف يتبع جنس الحنش من فصيلة الأحناش.